# Tanteo walrasiano

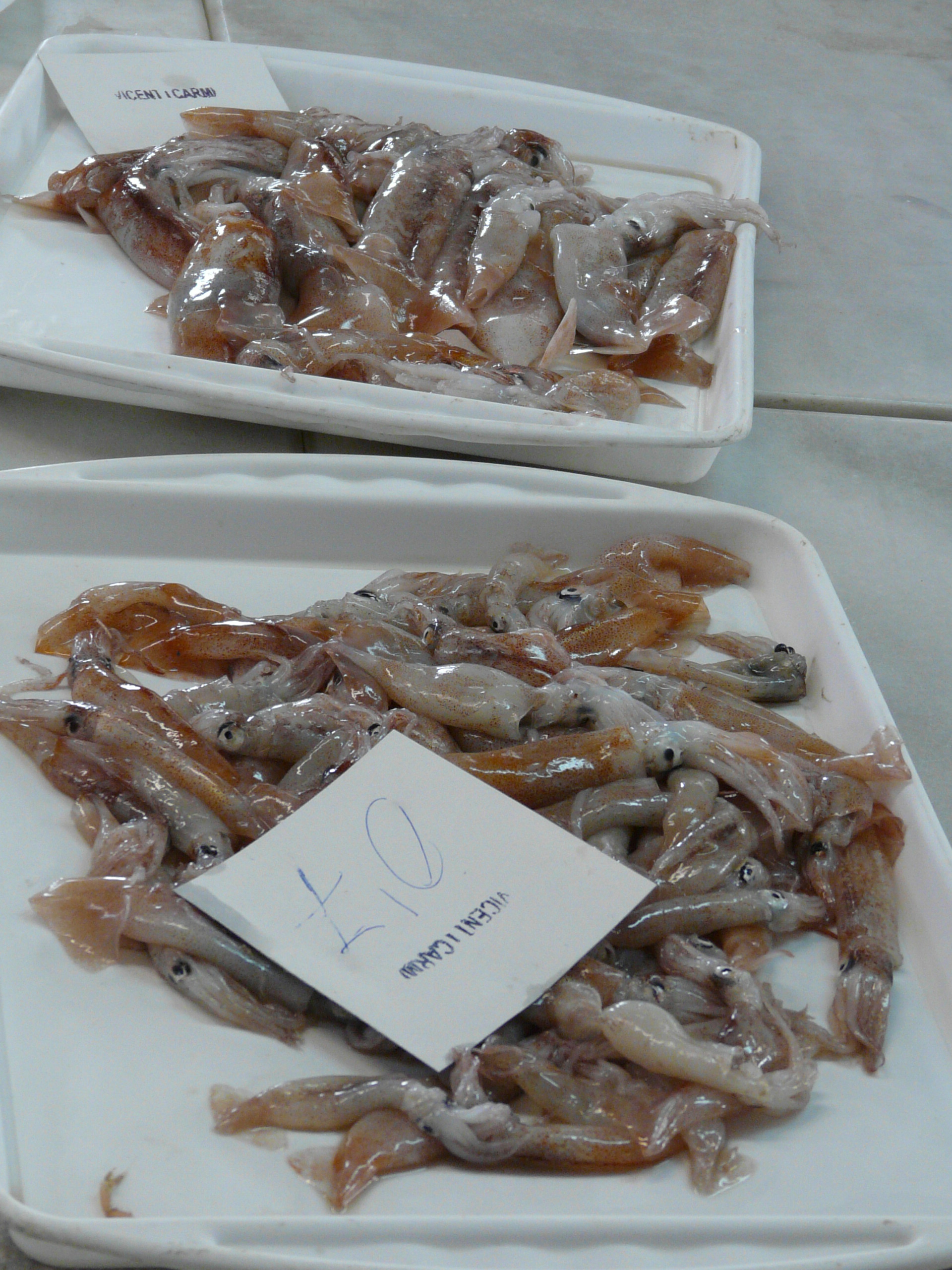
Pasamar preparado para subasta al público en El Campello (Alicante). (Nótese guía de precio)

El tanteo walrasiano (conocido también como subasta walrasiana) es un modelo económico basado originalmente en la subasta de los mercados campesinos franceses de finales del siglo XVIII y diseñado para explicar como se obtienen, en un mercado libre y competitivo, los precios de equilibrio. El economista francés Léon Walras avanzó la sugerencia, asumiendo competencia perfecta, etc, a fin de sustentar la teoría del equilibrio general. Walras propone que ese equilibrio se puede alcanzar mediante un proceso de tanteo (tâtonnement que es la palabra francesa para "tanteamiento"). 
En general se puede decir que el modelo del tanteo busca explicar, asumiendo una economía competitiva, como se forman los precios de mercado y como esos precios influencian a su vez en forma simultánea tanto la oferta como la demanda, mecanismo que conduce al vaciamiento del mercado, que es una condición para el equilibrio (lo que implica más complejidades que lo que puede parecer a primera vista, especialmente en relación con la obtención de un putativo equilibrio económico).
A pesar de que el modelo walrasiano antecede al de Alfred Marshall, se puede concebir (y generalmente lo es) como complementario al de la oferta y demanda. Su uso es generalizado en la economía, no solo a nivel de la microeconomía 
sino también en la macroeconomía: “Cuando Walras (1926, 153 y ss) se pregunta por el paso del equilibrio parcial al equilibrio general, no razona en términos de micro o de macro, sino que centra la atención en la compatibilidad entre el equilibrio parcial y el equilibrio general. Walras habla de la «generalización de las ecuaciones de oferta y demanda». y “A continuación, desarrollamos tres temas. En primer lugar, los antecedentes de la teoría actual del equilibrio neoclásico; en segundo lugar, la relación de este último con la concurrencia perfecta o imperfecta que constituyen la microeconomía del modelo; y, en tercero, el significado del tanteo walrasiano como representante del proceso general de intercambios de la macroeconomía.”.
El modelo sufre de una cierta imprecisión, lo que ha llevado a varias propuestas que buscan ya sea refinarlo o mejorarlo. Aun así, generalmente se considera que la sugerencia tiene relevancia, al punto que algunos lo consideran fundamental por lo menos para la microeconomía moderna.

## Las sugerencias walrasianas
A pesar de que Walras no explicó precisamente su propuesta, es generalmente aceptado que él sugirió dos modelos generales. Esto ha dado origen a un cierto nivel de confusión (ver op. cit). Aquí, a fin de facilitar comprensión del sistema, presentaremos primero una descripción simplificada del mercado sobre el cual Walras se basó originalmente.

### Modelo básico
Este se encuentra en mercados de economías rurales, donde existen muchos participantes (actuando tanto como vendedores como compradores) y, consecuentemente, ninguno puede controlar el precio. Cada productor (granjero, ganadero, etc) acude al mercado a vender su exceso de producción, buscando al mismo tiempo obtener aquello que necesita.
En la subasta misma, un martillero busca la venta del máximo posible de producto. Basado en su conocimiento de precios anteriores, grita un precio y observa el resultado. Si todavía queda algún producto sin vender, grita otro, más bajo que el anterior. Si queda demanda sin satisfacer, el precio sube. Eventualmente se llega a un precio de acuerdo. Solo en ese punto se consideran “firmes” o válidas las propuestas que se han hecho: todo el producto a la venta en cada sector del mercado general (o en cada mercado específico) se vende a ese último precio, que es entonces el “precio de equilibrio” para ese mercado ese día.
Por ejemplo, considérese el mercado para un bien particular: cebollas. Treinta compradores potenciales están dispuestos (considerados en conjunto) a comprar (posiblemente para vender en sus negocios) mil kilos de cebollas si el precio fuera sesenta céntimos de euro por kilo, quinientos si el precio por kilo es setenta céntimos. Si el precio fuera ochenta, solo comprarían doscientos cincuenta kilos. Los vendedores ofrecen mil kilos a un precio de ochenta céntimos el kilo. Quinientos a un precio de setenta céntimos y doscientos cincuenta a sesenta céntimos. El acuerdo que lleva al vaciamiento del mercado se encuentra a un precio de setenta céntimos y quinientos kilos. (Nótese que el ejemplo es extremadamente simple).
El proceso continúa con el siguiente tipo de bienes a venta. Nótese que los actores actúan, posteriormente a la venta de sus productos, como compradores.
De lo anterior conviene mantener presente dos observaciones que Walras incluyó en sus asunciones: para cada sector del mercado, todo el producto puede ser considerado equivalente o indiferenciado. Habrá, por ejemplo, “un mercado” para ovejas, otro para caballos de carga, otro para terneros, etc. Pero dentro de cada uno de esos mercados, cada unidad de producto es esencialmente igual a cualquier otra. La segunda observación de importancia es que los participantes individuales en los mercados no lo controlan, es decir, en la terminología de Walras, son “tomadores” o “aceptadores de precio” (“preneurs de prix” en francés; “price takers” en inglés,)

### Modelo Walrasiano
- modelo simple

Walras sugiere que lo anterior se puede representar diciendo que cada participante posee una “dotación inicial” (cantidad) de bienes a intercambiar por otros. Ese intercambio puede ser visualizado como si fuera un proceso de "subasta simultánea", en la cual cada agente económico calcula su demanda para cada bien o producto en relación con todos los precios posibles y la presenta a un "subastador". El precio de equilibrio se establece entonces en el punto en el cual tanto el precio ofrecido como la cantidad demandada en total por cada bien se igualan a la cantidad total del bien en oferta a esos precios, lo que implica una tendencia al equilibrio económico. 
Walras introduce un elemento adicional, la consideración que la demanda de cada participante depende de lo ese que obtenga por su producto o dotación inicial: desde el punto de vista de cada actor, lo que puede ofrecer por productos que desea adquirir se relaciona directamente a sus ventas (Nótese que esto implica precios relativos). Es decir, se puede percibir que cada actor participa en una serie de intercambios de su producto por el de otros. Walras, a fin de simplificar, define cada intercambio de este tipo (es decir, el intercambio de la mercadería de un agente por la de otro) como “un mercado”. Adicionalmente Walras no considera los costes de transacción.
Walras ejemplifica lo anterior postulando dos actores y dos bienes (por ejemplo, jamones y quesos). Ambos actores son a la vez compradores y vendedores, vendiendo aquello de lo que tienen exceso (jamones y quesos respectivamente) a cambio de lo que tienen necesidad (quesos y jamones, en el ejemplo). En esta visión, el punto de equilibrio se encuentra cuando la cantidad total de la demanda de un bien multiplicado por su precio iguala a la cantidad total de la demanda del otro bien multiplicado por su precio. 
Cantidad de Jamones x Precio de jamones = Cantidad de Quesos x Precio de quesos
{\displaystyle CJ\cdot P_{j}=CQ\cdot P_{q}.}
Lo anterior implica que la demanda de cada agente por el bien que no poseen será proporcional a la relación entre el precio de ese otro bien y el precio del bien que ellos poseen. Si, siguiendo el ejemplo más arriba, el precio de cada jamón es tres euros y el de quesos uno, la demanda del vendedor de jamones será tres quesos por cada jamón que venda. 
- modelo más complejo.

El segundo modelo que Walras presenta introduce modificaciones con el fin de obtener no ya el equilibrio en un mercado particular (por ejemplo, el de quesos y jamones) sino en todos los mercados. Este modelo se basa en el existencia en la bolsa francesa de los tiempos de Walras, en la cual no se permitían compraventas en un sector determinado hasta que se hubiera alcanzado el precio de equilibrio para ese sector ese día
Se asume que el proceso puede prolongarse indefinidamente sin costos a los participantes. En la subasta misma se encuentran, simultáneamente, múltiples bienes sometidos a subasta. Los participantes ofrecen un precio diferente por cada uno de los bienes y varían la cantidad demandada en función de esos precios. Cada participante señala cuanto está dispuesto a comprar/vender de un bien determinado a un precio dado y lo comunica, simultáneamente al resto de los participantes, al subastador a través de notas en papel. 
Se asume que el subastador ( corredores de bolsa en el caso concreto) posee información perfecta (es decir, conoce y recuerda todas esas propuestas) y efectúa sus cálculos buscando maximizar los intercambios (ver Eficiencia económica). Durante este proceso no hay transacciones. El proceso es iterativo, y continúa hasta que tanto la demanda como la oferta se igualan. (para una introducción al funcionamiento actual del modelo, ver).
Walras sugiere que los actores se están comportando como si tuvieran una cierta cantidad de bienes para la venta (instrumentos financieros en el caso concreto de la bolsa) lo que les proveerá una cierta cantidad de dinero. Ese dinero será usado para comprar otros instrumentos financieros. Pero tanto lo que venden como lo que compran depende de los precios a los que sus respectivos bienes serán vendidos. 
Generalizando lo anterior, Walras sugiere que el equilibrio se alcanzara cuando todos los precios estén en una relación mutua dada. Eso permitirá que la totalidad de los recursos financieros disponibles igualen a la totalidad de instrumentos financieros en oferta. Esas asunciones en conjunto permiten modelar matemáticamente la sugerencia (ver Ley de Walras).
Walras ofrece (en la parte III de los Elementos) la siguiente ilustración de la generalización del esquema. Considérese tres agentes, cada uno con una dotación de dos bienes. Walras explícitamente elimina el martillero, pero mantiene el tanteo. Comienza estableciendo todas las transacciones posibles (Walras define cada pareja de compraventas como un mercado). Cada individuo entonces posee dos “relaciones de intercambio” (que Walras llama funciones de demanda), las cuales expresan lo que ofrece de cada uno de sus bienes por el que no posee. Esto da origen a seis funciones de demandas, lo que, a su vez, generan un número de ecuaciones (12 en el ejemplo, una por cada una de los seis precios de cada una de las tres mercadería expresada en términos de las otras dos, y otras seis por las cantidades intercambiadas). La resolución simultánea de esas ecuaciones establece el equilibrio walrasiano.
Generalmente se percibe que en su formalización Walras ofrece modificaciones para sectores distintos: mercado de bienes de consumo no durables (incluyendo servicios), mercado financiero o de valores, mercado de bienes de capital. Sin embargo, no todos aceptan eso

## Generalización; Implicaciones y condiciones
Es necesario mantener presente que el fin de la sugerencia walrasiana es explicar como se forman los precios que llevan a un equilibrio general. Como tal, la implicación central del modelo es que hay, en cualquier sistema económico, un conjunto de precios tal que llevan al vaciamiento del mercado, es decir, a una situación en la cual todo lo producido se vende y no queda demanda insatisfecha. 
La formalización de lo anterior lleva a la Ley de Walras, de acuerdo a la cual, y asumiendo que cada agente planifique gastar en el mercado (comprando bienes y servicios por los cuales por lo menos siente tener un deseo) la totalidad de sus ingresos, la totalidad de lo que planifican vender debe ser igual en monto a la totalidad de lo que planifican comprar. (nótese que esto es tanto una extensión de la generalización del modelo simple como de la ley de Say). Sigue entonces que si hay un exceso de oferta en algún sector del mercado general, debe haber algún exceso de demanda en por lo menos un otro sector, exceso que balancea exactamente ese exceso de oferta (de otra manera la equivalencia original no se mantiene). Es decir que (y esta es la formulación de la Ley de Walras “en palabras”) “la suma de los excesos de demanda en todos los mercados en una economía particular deben igualarse a cero y esto tiene validez incluso si los mercados no están en equilibrio”.
Tal solución implica o demanda que el subastador tenga información perfecta y que esa información es trasmitida y utilizada correctamente. Alternativamente, cualquiera sea el mecanismo que reemplaza al subastador debe transmitir con eficiencia absoluta esa información. En la ausencia de tal condición es posible que el resultado (los precios establecidos) no sean los de equilibrio. 
Sin embargo se ha sugerido que el modelo no es satisfactorio dada una variedad de problema, notados inicialmente por Francis Edgeworth. El más simple (y partir del cual se derivan otros) es que, de hecho, en el caso general de un sistema económico, no hay tal subastador: “Sin embargo, esta teoría continuó siendo insatisfactoria al confrontarse con la interrogante respecto a cómo se alcanza ese equilibrio, en virtud de que éste es el resultado de un proceso de ajuste de decisiones descentralizadas. Por otro lado, se inicia por vez primera en la teoría de los precios, un análisis separado de los problemas de existencia y estabilidad del equilibrio. Evidentemente, el problema de la formación de los precios se evade con la figura del subastador.”.
Adicionalmente hay problemas con la complejidad de los cálculos necesarios: “El problema con esta teoría no sólo es que el mundo real de asignación de recursos no está reflejado en subastas walrasianas sino porque dicho proceso sería enormemente costoso. En efecto, tal sería la complejidad característica en las relaciones de intercambio que el intento de proceder en la línea walrasiana absorbería todos los recursos y energías de los contratistas sin, quizás, nunca conseguir una solución.”.
Por lo menos parcialmente como respuesta Walras introdujo en su modelo el concepto del numéraire y la consideración de modificaciones a la oferta y demanda a través del tiempo. Los agentes de bolsa actúan como intermediarios o subastadores, gritando públicamente propuestas y acuerdos, dando así tiempo para que participantes modifiquen sus expectaciones. Si bien el resultado de este proceso bursátil no es el equilibrio — en el sentido de un precio único estable — es uno que se puede concebir como tendiente a — o oscilando alrededor de — esa estabilidad. 
Desde este punto de vista conviene notar que el modelo de Walras acomoda fácilmente un rango de precios 
.
Considérese el ejemplo de un mercado en el cual tanto la demanda como lo producido y los precios pueden variar con relativa facilidad diariamente: el mercado del pan en un pueblo relativamente pequeño. Asúmase que, en general, mil compradores están dispuestos (considerados en conjunto) a comprar tres mil barras de pan al día si el precio fuera cincuenta céntimos de euro por barra, dos mil barras si el precio por barra es un euro. Si el precio fuera dos euros por barra, solo comprarían quinientas barras. Al mismo tiempo los vendedores estarían dispuestos a ofrecer ya sea cuatro mil barras de pan a un precio de dos euros cada una, dos mil a un precio de un euro y quinientas a cincuenta céntimos. El vaciamiento del mercado se encuentra, de acuerdo al modelo examinado, a un precio de un euro y dos mil barras de pan al día. 
Ahora, asumase que un día cualquiera los productores han producido tres mil barras, quizás estimando que, de hecho, hay demanda insatisfecha. Dos mil se pueden vender a un euro cada una. Pero esto todavía deja mil barras a vender. Los compradores estarían dispuestos a tomar quinientas si el precio fuera dos euros, lo que sugiere un posible acuerdo en la compraventa de quinientas, lo que deja otras quinientas por las cuales no hay demanda efectiva a ese precio. Pero los vendedores estarían dispuestos a vender quinientas barras a cincuenta céntimos, por las cuales si hay demanda (en el ejemplo se podría vender tres mil barras de pan al día a ese precio). El resultado final es, entonces, dos mil barras de pan vendidas a un euro, quinientas a dos euros y quinientas a medio euro. El mercado se vacía, con ventas totales de tres mil doscientos cincuenta euros a diferencia de los dos mil del primer caso. (nótese que, de nuevo, el ejemplo es muy simple).
Conviene notar que el resultado sería similar si se asume que, en lugar de todas las transacciones se implementan simultáneamente, se comienza por los precios más extremos y, a través del día, esos precios varían. A cincuenta céntimos, los productores están dispuestos a vender solo quinientas barras, lo que deja dos mil quinientas a vender, de las cuales dos mil se venden a un euro, etc. Empezando por el otro extremo, los compradores están dispuestos a comprar solo quinientas barras a un precio mayor a un euro, lo que de nuevo deja dos mil quinientas a vender, de las cuales dos mil se venden a un euro y el resto a cincuenta céntimos.
Nótese también que al hacer eso estamos describiendo algo así como el Teorema de la telaraña, lo que contradice el espíritu de la propuesta de Walras, sin embargo esta aproximación no carece de todo fundamento, dado que la propuesta del modelo de la telaraña fue creado precisamente para explicar un problema obvio con la sugerencia walrasiana: el hecho que los precios cambian día a día.
Lo anterior puede ser considerado una descripción más realista de los mercados, sugiriendo un proceso más dinámico, en el cual los precios oscilan en lugar de llegar a una situación de estabilidad permanente: “Sin embargo, no se ha logrado demostrar que las fuerzas del mercado que proceden por tanteos o aproximaciones sucesivas, lo que Walras llamó tâtonnements conduzcan al equilibrio, ni que este sea único y estable. En este orden de ideas, H. Sonnenschein, estableció que las funciones de demanda neta que resultan del modelo Arrow-Debreu pueden tener cualquier forma, así la llamada ley de la demanda resulta poco verosímil y, en cambio, parece más probable que opere la inestabilidad de los tâtonnements Walrasianos. El propio (Gerard Debreu, 2001) señaló la imposibilidad de poder demostrar que el equilibrio económico general fuese único y estable, a menos que se recurriera a hipótesis extremadamente restrictivas muy alejadas de la realidad.”. - "En estas condiciones es interesante señalar la imposibilidad de alcanzar el estado estacionario del sistema. Como se observa en la simulación, luego de 1000 periodos simulados el comportamiento de los precios no muestra ninguna tendencia de cambio hacia un estado estacionario.".- "En efecto, la estabilidad del sistema, es decir, su convergencia hacia un equilibrio, parecía ser más la excepción que la regla...(...)... Entre 1972 y 1974 varios autores, entre ellos Debreu, han establecido una serie de teoremas, que se orientan en la misma perspectiva y en los cuales la inestabilidad del tanteo es una de las principales consecuencias; la diversidad y cuasi simultaneidad de las demostraciones indican que el resultado estaba “maduro”. Incluso, si este resultado pudo ser formulado de varias maneras, con pocas diferencias de fondo, hablaremos a este respecto del teorema de Sonnenschein, quien fue el primero en establecerlo." (ver Teorema de Sonnenschein-Mantel-Debreu).